# Calar-Alto-Observatorium

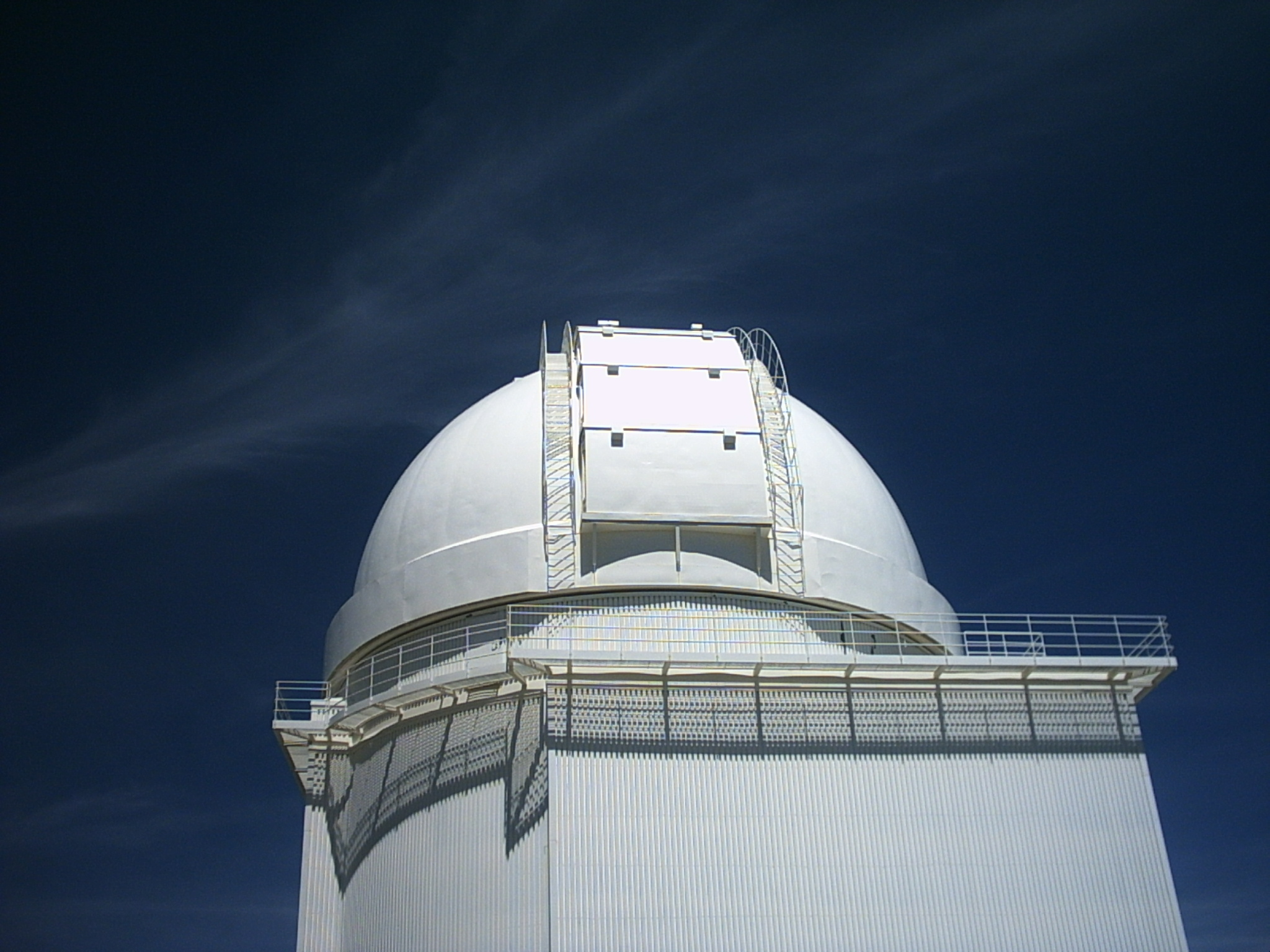
Das Observatorium auf dem Calar Alto

Das Calar-Alto-Observatorium ist eine deutsch-spanische Sternwarte auf dem 2168 m hohen Calar Alto in der Sierra de los Filabres im Süden Spaniens (Provinz Almería). Der ursprüngliche Name lautete Deutsch-Spanisches Astronomisches Zentrum (DSAZ) bzw. auf Spanisch Centro Astronómico Hispano-Alemán (CAHA). Seit der Überlassung des deutschen Anteils an die Regionalregierung von Andalusien lautet der aktuelle Name Centro Astronómico Hispano en Andalucía (CAHA).

## Teleskope
Auf dem Calar Alto befinden sich fünf große optische Spiegelteleskope:
- 3,5-m-Teleskop (seit 1984). Es ist das größte Spiegelteleskop in Westeuropa. Am Bau waren unter anderem die Firmen Schott (Zerodur) und Zeiss beteiligt.
- 2,2-m-Teleskop (seit 1979)
- 1,23-m-Teleskop (sei 1975)
- Schmidt-Teleskop mit 80 cm Eingangsöffnung und 1,20 m Spiegeldurchmesser. Dieses ursprünglich ab 1954 an der Hamburger Sternwarte betriebene Teleskop wurde 1975 nach dem Calar Alto mit seinen besseren Wetterbedingungen verbracht. Von 2000 bis 2015 war es außer Betrieb. Bei der Wiederinbetriebnahme 2015 bekam das Teleskop den eigenen Sternwarten-Code Z84[1] und dient seitdem der Europäischen Weltraumorganisation (ESA) zur Verfolgung von erdnahen Kleinplaneten[2] und Kometen[3]
- Spanisches 1,52-m-Teleskop (unabhängig betrieben von der spanischen Staatlichen Sternwarte Madrid (OAN))[4]

## Geschichte
Koordinaten: 37° 13′ 25″ N, 2° 32′ 46″ W
Der Bau des Observatoriums auf dem Calar Alto geht auf eine Denkschrift der Deutschen Forschungsgemeinschaft zur Lage der Astronomie von 1962 zurück. In dieser Denkschrift wurde zum Ausgleich des Rückstandes der beobachtenden Astronomie in Deutschland nach dem Zweiten Weltkrieg der Bau eines großen Radioteleskops (später als Radioteleskop Effelsberg bei Effelsberg errichtet) und einer großen optischen Sternwarte in einer Region mit günstigem Klima angeregt. Beide Projekte konnten tatsächlich verwirklicht werden.
1967 beschloss der Senat der Max-Planck-Gesellschaft die Einrichtung des Max-Planck-Instituts für Astronomie in Heidelberg als Träger einer solchen großen Sternwarte. Geplant waren ein Observatorium im Mittelmeergebiet und eines auf der Südhalbkugel, mit je einem 2,2-m-Teleskop sowie einem 3,5-m-Teleskop an einem der beiden Standorte. Lange war der Gamsberg nahe Windhuk im heutigen Namibia als südlicher Standort vorgesehen. Diese Pläne konnten aber aus politischen Gründen nie verwirklicht werden, das zweite 2,2-m-Teleskop wurde deshalb später auf dem La-Silla-Observatorium der ESO aufgestellt.
Das 3,5-m-Teleskop ging wie das nördliche 2,2-m-Teleskop und kleinere Teleskope an den nördlichen Standort, für den der Calar Alto nördlich von Almería ausgewählt wurde.
Am 28. September 1979 wurde das Calar-Alto-Observatorium durch König Juan Carlos I. von Spanien offiziell eröffnet. Während der ersten 25 Jahre standen die Teleskope überwiegend deutschen und nur zu einem kleinen Teil spanischen Astronomen zur Verfügung.
Ab dem 1. Januar 2005 wurde das Calar-Alto-Observatorium aufgrund einer Kooperationsvereinbarung zwischen der Max-Planck-Gesellschaft (MPG) und dem Spanischen Wissenschaftsrat (CSIC) gemeinsam vom Max-Planck-Institut für Astronomie und vom Andalusischen Institut für Astrophysik (IAA) in Granada betrieben; die Teleskope standen somit beiden Partnern für jeweils 50 % der Zeit zur Verfügung. Mehrere Wissenschaftler des Observatoriums waren zusammen mit Kollegen von verschiedenen anderen Sternwarten aus zehn Ländern an der Entdeckung und Erforschung des supermassereichen Schwarzen Lochs im Quasar OJ 287 beteiligt.
Am 23. Mai 2019 unterzeichneten die Regionalregierung von Andalusien und die MPG eine Überlassungsvereinbarung für den deutschen Anteil an dem Observatorium. Seitdem befindet es sich ausschließlich in spanischem Besitz.